# Бегларян, Артак Артёмович
Артак Артёмович Бегларян (арм. Արտակ Արտյոմի Բեգլարյան; род. 5 июля 1988, Степанакерт) —  государственный и общественный деятель непризнанной Нагорно-Карабахской республики. Государственный министр Нагорно-Карабахской Республики (2021—2022). Омбудсмен Нагорно-Карабахской Республики (2018—2020).

## Биография
Родился 5 июля 1988 года в Степанакерте Нагорно-Карабахской автономной области. Его отец воевал во время первой карабахской войны. Участник битвы за Мартакерт. Был убит во время сражения за Лачын.
В семилетнем возрасте пострадал от взрыва мины, оставшейся со времён войны, которую нашли его друзья. В результате детонации Артак потерял зрение и получил множественные ожоги лица.

### Образование
Учился в ереванской специализированной школе № 14 для детей с нарушениями зрения (1995—2006). В школе освоил шрифт Брайля. В 16-летнем возрасте скончалась его мать.
После школы, поступил на факультет международных отношений Ереванского государственного университета, где в 2010 году завершил бакалаврскую программу по специальности «политология». Благодаря программам студенческих обменов учился в Греции, Великобритании, США, Чехии и Швейцарии. Артак планировал учиться в Дипломатической школе МИД Армении, но его отказались допустить до экзаменов, сославшись на то, что он слепой. В итоге в 2018 году он окончил аспирантуру Оборонного национального исследовательского университета Министерства обороны Республики Армения, защитив диссертацию по теме «Особенности процесса формирования и становления политической системы в Республике Арцах».

### Общественная и политическая деятельность
Во время учёбы стал одним из инициаторов создания клуба «Познаем Армению», который занимался организацией походов. Кроме того, в Нагорном Карабахе основал общественную организацию «Камк» («Воля»), проводившую образовательные мероприятия. Член молодёжного парламента при Национальном собрании НКР (2011—2012). В возрасте 24 лет совершил с группой из 15 человек восхождение на вершину горы Арарат.
Начал трудовую карьеру в газете «Оракарг», где работал обозревателем с декабря 2011 года по июнь 2012 года. С июня по декабрь 2012 года являлся аналитиком информационно-аналитического центра «Арцах тудей». С 2014 по 2018 год — приглашенный преподаватель Арцахского государственного университета.
Впоследствии работал с премьер-министром Нагорно-Карабахской Республики Араиком Арутюнянам. Вначале как помощник (2012—2013), а затем в должности пресс-секретаря (2013—2017). С ноября 2017 года по январь 2018 года — советник государственного министра НКР.
Основатель молодёжной организации «Арцахакертум». В 2016 году стал членом совета попечителей Шушинского технологического университета. В 2018 году возглавил Союз слепых НКР.
В феврале 2018 года стал руководителем аппарата Защитника прав человека НКР. В октябре 2018 года партия «Свободная Родина» и фракция «Родина» предложили кандидатуру Артака Бегларяна на должность омбудсмена Нагорно-Карабахской Республики (официально — Защитник прав человека НКР). В результате голосования в Национальном собрании НКР 29 из 33 депутатов поддержали его кандидатуру. В этой должности он работал с ноября 2018 года по декабрь 2020 года. В 2019 году выступал с докладом в Парламентской ассамблеи Совета Европы. Во время Второй карабахской войны оставался в непризнанной республике и информировал общественность о происходящем, а также помогал международным организациям со сбором свидетельств.
24 декабря 2020 года Президент НКР Араик Арутюнян назначил Бегларяна руководителем аппарата президента НКР.
1 июня 2021 года Бегларян был утверждён государственным министром НКР, проработав на этой должности до 3 ноября 2022 года. В ноябре 2022 года перешёл на позицию советника государственного министра НКР, где работал вплоть до 31 август 2023 года.